# ENFJ
ENFJ (Extraversion, iNtuition, Feeling, Judgment, tj. převažující extroverze, intuice, cítění, usuzování) je jeden z šestnácti osobnostních typů podle MBTI, který je česky popisován jako Extravertní intuitivní typ usuzující s převahou cítění (Typická povolání: učitel/pedagog, (motivační stimulant) stimulační řečník/moderátor/rétor, umělec, a sice většinou herec (a to nejčastěji tzv. charakterní ...) anebo komička, kazatel/kněz, personalista/psycholog, diplomat, (charitativní/mecenášský) dárce ...).

## Stručný popis
Člověk s osobností typu ENFJ bývá společenský, znalec lidí, obětavý, pilně pracující, altruistický, má smysl pro pořádek a tradici a nemá rád neosobní analýzy.

## Charakteristika
Rád se ujímá zodpovědnosti za vztahy mezi lidmi. Je laskavý a ohleduplný. Velmi empatický, starostlivý a přesto se smyslem pro cíl a pořádek. Umí velice dobře najít na ostatních to nejlepší a vřele je podporovat. To vše z něj dělá ideálního učitele, trenéra, diplomata, herce i psychologa. Nikdo jiný neumí tak dobře kombinovat láskyplnou péči s přiměřenou, přesně dávkovanou stimulací ke zlepšování. Hlavním zájmem typu ENFJ je rozdávat lásku, porozumění a podporu ostatním. Je šťasten, když se mu podaří učinit šťastným někoho jiného.
ENFJ nemá přespříliš rád monotónní a administrativní práci, ale obdivuje ty, kteří mají dostatečné sebeovládání ji zvládat. Život bere jako nabídku nepřeberného množství variant a někdy může mít problém s výběrem jedné konkrétní. Přitahují ho lidé rozhodní a těžko ovlivnitelní. Nemá rád odsuzování druhých lidí.
Ve společnosti působí jako stmelovací prvek. Může se cítit opuštěně, i když je obklopen lidmi. Tento pocit samoty může být způsoben sklonem neodhalovat své pravé pocity. Jako extravertní tradicionalista má obvykle rád státní oslavy, přehlídky a další společenské události, které demonstrují jednotu. Sám společenské akce rád organizuje.

## Mezilidské vztahy
Do svých vztahů vkládá ENFJ mnoho úsilí a nadšení. Do jisté míry je ENFJ charakteristický právě blízkostí a hodnověrností svých vztahů; vztahy jsou středobodem jeho života. V případě přehnání péče může jeho či její starostlivost na milované osoby působit utlačujícím, potažmo omezujícím dojmem. Ačkoliv o to ENFJ obvykle nežádá, potřebuje slyšet milá slova a ujištění (o přátelství, lásce, zásluhách). Jelikož je navenek soustředěný na pomáhání lidem, ne vždy věnuje pozornost svým vlastním potřebám.
Mnoho uspokojení mu dává přinášení štěstí ostatním, pročež je schopen ignorovat své problémy a být šťastný snadněji než ostatní typy.
ENFJ chová odpor ke konfliktům. Raději zamete problém pod koberec, než aby se s nimi utkal čelem. Má sklon se v konfliktních situacích vzdávat, pouze aby je ukončil. Aby konfliktům zabraňoval, snaží se své postoje vysvětlovat jemně a sugestivně.
V milostném vztahu je ENFJ srdečný, angažovaný partner, který je ochotný pro úspěch vztahu obětovat mnoho. Vztahu je naprosto oddán a své závazky bere vážně. Pokud vztah selže, bude cítit vinu a obviňovat se ze selhání, ale relativně lehko se vzpamatuje a nebude se příliš ohlížet zpět.
Umí dobře pracovat s lidmi, je laskavý a ohleduplný. Umí velice dobře najít na ostatních to nejlepší a vřele je podporovat. Pokud to situace vyžaduje, umí být výslovně velmi ostrý a konstruktivně, tudíž pozitivně kritický, přičemž po dosažení svého (tj. poinformování ostatních) se poté opět vrátí ke svému předchozímu přirozenému vřelému chování. Obecně jsou ENFJ vysoce cenění pro svou srdečnou, upřímnou a starostlivou povahu.

### Silné stránky
Většina ENFJ projevuje především v oblasti vztahů tyto přednosti:
- Dobré komunikační schopnosti
- Chápavý k myšlenkám a pohnutkám ostatních lidí
- Motivující, inspirující, odhaluje v ostatních to nejlepší
- Laskavý a ubezpečující
- Je s ním legrace – živý smysl pro humor, energický, optimistický
- Je schopný přenést se přes selhání dlouhotrvajícího vztahu (ačkoliv ze selhání obviňuje sebe)
- Loajální a oddaný – toužící po celoživotním vztahu
- Usiluje o spokojenost všech
- Snaží se vyhovět potřebám ostatních

### Slabé stránky
ENFJ může projevovat zejména v oblasti vztahů tyto slabiny:
- Tendence „při/dusit ”a přespříliš chránit (doma se takový člověk může projevovat jako tzv. sekačkový rodič[1] a helikoptérový rodič (v tom případě je vhodnou terapií výcvik uvolněného rodičovství[2] (viz např. populárně-naučná kniha Uvolněné rodičovství[3])), což má však nejen nevýhody, ale i své výhody, pokud je dané ochrany doopravdy potřeba a sice např. v zájmu ochrany celku (tj. celistvosti rodiny včetně dětí, celé společnosti)
- Tendence ovládat a někdy dokonce i tendence manipulovat
- Nevěnuje někdy pozornost vlastním potřebám
- Má sklon být konstruktivně, tudíž pozitivně kritický k názorům neshodujícím se s jeho názory
- Občas si neuvědomuje sociální přiměřenost svého jednání a protokol, přičemž to se stává jen v případech, že je přespříliš přetěžován, tj. dlouhodobě vytěžován (to může být i zločinci včetně žen, které se něj jakožto obvykle prosperitního člověka dokážou přisát, ať již doma anebo v zaměstnání)
- Extrémně citlivý na konflikty, pročež mívá občas sklon „zametat věci pod koberec“ za účelem zabránění, resp. předcházení propuknutí konfliktu
- Tendence vinit se, když se věci nedaří a nepřiznávat si zásluhy za zdařilé výkony